# Ann-Mari Max Hansen
Ann-Mari Max Hansen (født 14. januar 1949) er en dansk skuespillerinde og virksomhedscoach.

## Uddannelse og karriere
Ann-Mari Max Hansen er autodidakt skuespiller og har haft engagementer på bl.a. Det Danske Teater, Cirkusrevyen, Helsingør Revyen, Gladsaxe Teater, Svalegangen, Boldhus Teatret, Fiolteatret og Det ny Teater. Fra tv huskes hun nok bedst i en fremtrædende rolle i serien Smuglerne fra 1970.
I 2000 gennemførte Ann-Mari Max Hansen en uddannelse til gestaltterapeut og forlod derefter skuespillerbranchen. I dag arbejder hun som coach for virksomheder.

## Familieforhold
Ann-Mari Max Hansen er datter af sangeren og revyskuespilleren Max Hansen og Britta Annette Sylvester-Hvid (1919-1991). Hun er søster til skuespilleren Max Hansen Jr.

## Udvalgt filmografi
- Den gale dansker – 1969
- Løgneren – 1970
- Mig og Mafiaen – 1973
- Det gode og det onde – 1975
- Hjerter er trumf – 1976
- Nyt legetøj – 1977
- Hærværk – 1977
- Vinterbørn – 1978
- Øjeblikket – 1980
- Den ubetænksomme elsker – 1982
- Elise – 1985
- Kærlighed uden stop – 1989
- Anna – 2000

## Hædersbevisninger
- 1983: Tagea Brandts Rejselegat